# Hush (képregény)
A Hush egy 2003-as képregénytörténet, melynek írója Jeph Loeb, rajzolója pedig Jim Lee. A Batman: Hush egyike a legsikeresebb Batman-történeteknek, melyben a sorozat számos gonosztevője és egyéb vendégszereplők, mint például Superman és Éjszárny, Batman korábbi társa is feltűnik. A történet cselekményében egy rejtélyes alak, Hush a háttérből irányítva az eseményeket próbálja párhuzamosan tönkretenni Batman és Bruce Wayne életét.
A történetet Magyarországon a Képes Kiadó adta ki először 2006. decembere és 2007. májusa között. Később a DC Comics Nagy Képregénygyűjtemény részeként ismét kiadták két kötetben, az első rész 2017. január 4-én, a második 2017. január 18-án jelent meg.

## Adaptáció
2018. július 20-án jelentették be a San Diego Comic Conon a képregény alapján készülő animációs filmet, ami a DC animációs filmuniverzum részét képezi.